# Lou Jeanmonnotová
Lou Jeanmonnotová, celý jménem Jeanmonnotová-Laurentová (* 28. října 1998 Pontarlier) je francouzská reprezentantka v biatlonu a čtyřnásobná mistryně světa.
Biatlonu se věnuje od roku 2012. Ve světovém poháru debutovala v březnu 2021 v novoměstském sprintu, kde dojela na 30. místě.
Ve své dosavadní kariéře zvítězila ve Světovém poháru ve dvanácti individuálních závodech, když poprvé ovládla v prosinci 2023 v Östersundu sprint a navazující stíhací závod, a ve šesti kolektivních závodech. Na nižším okruhu v IBU Cupu vyhrála jeden závod a celkové hodnocení poháru v sezóně 2021/2022.

## Výsledky

### Olympijské hry a mistrovství světa
| Sezóna  | Akce | Místo                | SP  | SZ | HZ  | IZ | ŠT | SŠT | SZD | Věk    |
| ------- | ---- | -------------------- | --- | -- | --- | -- | -- | --- | --- | ------ |
| 2022/23 | MS   | Oberhof              | 26. | 6. | 15. | 7. | 4. | –   | 5.  | 24 let |
| 2023/24 | MS   | Nové Město na Moravě | 3.  | 7. | 3.  | 6. | 1. | –   | 1.  | 25 let |
| 2024/25 | MS   | Lenzerheide          | 6.  | 4. | 6.  | 3. | 1. | 1.  | –   | 26 let |

Poznámka: Výsledky z mistrovství světa ani z olympijských her se do celkového hodnocení světového poháru nezapočítávají.

### Světový pohár

#### Sezóna 2023/2024
| ČSP              | Místo             | SP                   | SZ  | HZ  | IZ  | ŠT | SŠT | SZD |
| ---------------- | ----------------- | -------------------- | --- | --- | --- | -- | --- | --- |
| 1.               | Östersund         | 1.                   | 1.  | ×   | 24. | 5. | 1.  | –   |
| 2.               | Hochfilzen        | 15.                  | 13. | ×   | ×   | 3. | ×   | ×   |
| 3.               | Lenzerheide       | –                    | –   | 14. | ×   | ×  | ×   | ×   |
| 4.               | Oberhof           | 9.                   | 5.  | ×   | ×   | 1. | ×   | ×   |
| 5.               | Ruhpolding        | 4.                   | 4.  | ×   | ×   | 1. | ×   | ×   |
| 6.               | Anterselva        | ×                    | ×   | 2.  | 3.  | ×  | 5.  | –   |
| 8.               | Oslo-Holmenkollen | ×                    | ×   | 3.  | 13. | ×  | –   | 5.  |
| 9.               | Soldier Hollow    | 3.                   | 1.  | ×   | ×   | 6. | ×   | ×   |
| 10.              | Canmore           | 2.                   | 2.  | 1.  | ×   | ×  | ×   | ×   |
| Celkové umístění | Celkové umístění  | 4.                   | 3.  | 1.  | 8.  | 3. | 2.  | 2.  |
| Celkové umístění | Celkové umístění  | 2. místo (1068 bodů) |     |     |     | 3. | 2.  | 2.  |

#### Sezóna 2024/2025
| ČSP              | Místo                | SP                   | SZ  | HZ  | IZ | ŠT | SŠT | SZD |
| ---------------- | -------------------- | -------------------- | --- | --- | -- | -- | --- | --- |
| 1.               | Kontiolahti          | 17.                  | ×   | 8.  | 1. | 2. | 2.  | –   |
| 2.               | Hochfilzen           | 4.                   | 1.  | ×   | ×  | 2. | ×   | ×   |
| 3.               | Annecy               | 35.                  | 18. | 14. | ×  | ×  | ×   | ×   |
| 4.               | Oberhof              | 7.                   | 1.  | ×   | ×  | ×  | 2.  | –   |
| 5.               | Ruhpolding           | ×                    | ×   | 9.  | 1. | –  | ×   | ×   |
| 6.               | Anterselva           | 1.                   | 1.  | ×   | ×  | 3. | ×   | ×   |
| 7.               | Nové Město na Moravě | 4.                   | 4.  | ×   | ×  | 1. | ×   | ×   |
| 8.               | Pokljuka             | ×                    | ×   | 1.  | 7. | ×  | –   | –   |
| 9.               | Oslo-Holmenkollen    | 2.                   | 1.  | 3.  | ×  | ×  | ×   | ×   |
| Celkové umístění | Celkové umístění     | 2.                   | 1.  | 3.  | 1. | 1. | 2.  | 2.  |
| Celkové umístění | Celkové umístění     | 2. místo (1258 bodů) |     |     |    | 1. | 2.  | 2.  |

### Mistrovství Evropy
| Sezóna  | Akce | Místo       | SP  | SZ  | IZ  | SZD | Věk    |
| ------- | ---- | ----------- | --- | --- | --- | --- | ------ |
| 2018/19 | ME   | Raubiči     | 30. | 34. | 40. | 3.  | 20 let |
| 2020/21 | ME   | Dušníky     | 26. | 25. | 95. | –   | 22 let |
| 2021/22 | ME   | Velký Javor | 5.  | 30. | 13. | 2.  | 23 let |

### Juniorská mistrovství
| Sezóna  | Akce | Místo          | SP  | SZ  | IZ  | ŠT | Věk    |
| ------- | ---- | -------------- | --- | --- | --- | -- | ------ |
| 2017/18 | MSJ  | Otepää         | 24. | 15. | 20. | 1. | 19 let |
| 2018/19 | MSJ  | Brezno-Osrblie | 13. | 5.  | 28. | 1. | 20 let |

## Vítězství v závodech světového poháru a na mistrovství světa

### Individuální
| Č.  | sezóna    | datum             | místo                         | disciplína                  |
| --- | --------- | ----------------- | ----------------------------- | --------------------------- |
| 1.  | 2023/2024 | 1. prosince 2023  | Östersund, Švédsko            | sprint                      |
| 2.  | 2023/2024 | 3. prosince 2023  | Östersund, Švédsko            | stíhací závod               |
| 3.  | 2023/2024 | 10. března 2024   | Soldier Hollow, Spojené státy | stíhací závod               |
| 4.  | 2023/2024 | 17. března 2024   | Canmore, Kanada               | závod s hromadným startem   |
| 5.  | 2024/2025 | 4. prosince 2024  | Kontiolahti, Finsko           | zkrácený vytrvalostní závod |
| 6.  | 2024/2025 | 14. prosince 2024 | Hochfilzen, Rakousko          | stíhací závod               |
| 7.  | 2024/2025 | 11. ledna 2024    | Oberhof, Německo              | stíhací závod               |
| 8.  | 2024/2025 | 16. ledna 2025    | Ruhpolding, Německo           | vytrvalostní závod          |
| 9.  | 2024/2025 | 23. ledna 2025    | Anterselva, Itálie            | sprint                      |
| 10. | 2024/2025 | 25. ledna 2025    | Anterselva, Itálie            | stíhací závod               |
| 11. | 2024/2025 | 15. března 2025   | Pokljuka, Slovinsko           | závod s hromadným startem   |
| 12. | 2024/2025 | 22. března 2025   | Oslo, Norsko                  | stíhací závod               |

### Kolektivní
| Č.                           | sezóna    | datum              | místo                            | disciplína           |
| ---------------------------- | --------- | ------------------ | -------------------------------- | -------------------- |
| 1.                           | 2022/2023 | 11. prosince 2022  | Hochfilzen, Rakousko             | štafeta              |
| 2.                           | 2022/2023 | 22 ledna 2023      | Anterselva, Itálie               | štafeta              |
| 3.                           | 2022/2023 | 5. března 2023     | Nové Město, Česko                | smíšená štafeta      |
| 4.                           | 2023/2024 | 25. listopadu 2023 | Östersund, Švédsko               | smíšená štafeta      |
| 5.                           | 2023/2024 | 7. ledna 2024      | Oberhof, Německo                 | štafeta              |
| 6.                           | 2023/2024 | 10. ledna 2024     | Ruhpolding, Německo              | štafeta              |
| MS                           | 2023/2024 | 15. února 2024     | Nové Město na Moravě, Česko (MS) | smíšený závod dvojic |
| MS                           | 2023/2024 | 17. února 2024     | Nové Město na Moravě, Česko (MS) | štafeta              |
| MS                           | 2024/2025 | 12. února 2025     | Lenzerheide, Švýcarsko (MS)      | smíšená štafeta      |
| MS                           | 2024/2025 | 22. února 2025     | Lenzerheide, Švýcarsko (MS)      | štafeta              |
| 7.                           | 2024/2025 | 9. března 2025     | Nové Město na Moravě, Česko      | štafeta              |
| – závod na mistrovství světa |           |                    |                                  |                      |